# Salvator Niciteretse
Salvator Niciteretse (Rutwenzi, Burundi, 2 de agosto de 1958) é um ministro do Burundi e bispo católico romano de Bururi.
Salvator Niciteretse frequentou o seminário masculino em Kanyosha de 1975 a 1979 e depois o seminário preparatório em Bujumbura, onde obteve seu diploma de ingresso na universidade. Concluiu os estudos de filosofia no seminário de Bujumbura e estudou teologia no seminário de Burasira. Recebeu o sacramento da ordenação em 9 de julho de 1989 para a diocese de Bururi.
Após a ordenação, trabalhou na pastoral paroquial. De 1993 a 1998 foi pároco da Catedral de Bururi e diretor diocesano das Pontifícias Obras Missionárias. De 1998 a 2002 estudou na Pontifícia Universidade Lateranense de Roma, onde obteve a licenciatura em teologia pastoral e o doutoramento em Doutrina Social Católica. A partir de 2003 foi Secretário da Comissão para o Apostolado dos Leigos da Conferência Episcopal e Professor nos Seminários de Gitega e Kiryama. No Fórum Internacional da Acção Católica foi responsável pela África.
Em 15 de fevereiro de 2020, o Papa Francisco nomeou-o Bispo de Bururi. O arcebispo de Bujumbura, Gervais Banshimiyubusa, ordenou-o bispo em 18 de abril do mesmo ano, num campo de futebol em Kabuye. Os co-consagradores foram o Bispo de Muyinga, Joachim Ntahondereye, e o Arcebispo Emérito de Bujumbura, Evariste Ngoyagoye.